# مدیریت سرزمین
مدیریت سرزمین یا مدیریت اراضی  (به انگلیسی: Land management)، فرایند اداره و هدایت کاربری و توسعهٔ منابع زمینی است. این منابع برای اهداف گوناگونی مورد استفاده قرار می‌گیرند، از جمله: کشاورزی، جنگلداری، مدیریت منابع آب، سکونت‌گاه‌های انسانی و گردشگری.
یکی از اهداف مدیریت سرزمین، جلوگیری یا معکوس کردن دگرگونی سرزمین است. هدف دیگر آن، تضمین امنیت آب از طریق افزایش رطوبت خاک، کاهش رواناب سطحی، و کاهش فرسایش خاک است.
مدیریت ناپایدار سرزمین منجر به بهره‌برداری بی‌رویه یا استفادهٔ نادرست از زمین می‌شود که در نهایت زمین را تخریب کرده، بهره‌وری را کاهش داده و تعادل‌های طبیعی را بر هم می‌زند.
مدیریت پایدار سرزمین (SLM) مجموعه‌ای از شیوه‌ها و فناوری‌ها است که با هدف یکپارچه‌سازی مدیریت زمین، آب و سایر منابع زیست‌محیطی برای پاسخ‌گویی به نیازهای انسانی، ضمن تضمین پایداری بلندمدت، خدمات بوم‌سازگان، تنوع زیستی و معیشت‌ها طراحی شده‌اند.: 2914  مدیریت پایدار جنگل زیرشاخه‌ای از مدیریت پایدار زمین است.: 23 

## تعریف
ششمین گزارش هیئت بین‌دولتی تغییر اقلیم (IPCC) «مدیریت سرزمین» را این‌گونه تعریف می‌کند:
«مجموعه‌ای از شیوه‌های کاربری زمین (برای نمونه: کاشت، کوددهی، علف‌کَنی، درو، تنک‌سازی و پاک‌تراشی) که در چارچوب دسته‌بندی‌های کلی‌تر کاربری زمین انجام می‌شود.»: 2914 
کاربری سرزمین به خودی خود به معنای «مجموعه‌ای از چیدمان‌ها، فعالیت‌ها و نهاده‌هایی است که روی یک قطعه زمین اعمال می‌شود.»
دسته‌های کاربری زمین شامل زمین جنگلی، زمین کشاورزی, چمنزار، تالاب‌ها، سکونت‌گاه‌های انسانی و «سایر زمین‌ها» است.: 2914 
کمیسیون اقتصادی سازمان ملل برای اروپا (UNECE) از اصطلاح «مدیریت سرزمین» در مفهومی گسترده‌تر استفاده می‌کند. آن‌ها افزون بر کشاورزی و جنگلداری، بخش‌های استخراج معدن، مدیریت املاک و مستغلات را نیز دربرمی‌گیرند:
«مدیریت سرزمین فرآیندی است که منابع زمینی از طریق آن به نحو مؤثر مورد استفاده قرار می‌گیرند. این فرآیند همه فعالیت‌های مرتبط با مدیریت سرزمینرا به عنوان یک منبع، هم از منظر زیست‌محیطی و هم از منظر اقتصادی، پوشش می‌دهد. این می‌تواند شامل کشاورزی، استخراج معدن، مدیریت املاک و مستغلات، و برنامه‌ریزی فیزیکی شهرها و نواحی روستایی باشد.»: 13 

### مدیریت پایدار سرزمین
مدیریت پایدار سرزمین (SLM) فرایندی است که در شرایطی پیچیده میان حفاظت محیط زیست از یک‌سو و تأمین خدمات بوم‌سازگان از سوی دیگر، و همچنین میان بهره‌وری در کشاورزی و جنگلداری از جهت فشار فزاینده رشد جمعیت و افزایش مصرف سرزمین قرار دارد.
SLM در گزارش‌های گوناگون چنین تعریف شده است:
توسط IPCC در سال ۲۰۲۲:
«مدیریت و بهره‌برداری از منابع زمینی، شامل خاک، آب، جانوران و گیاهان، برای پاسخ‌گویی به نیازهای در حال تغییر انسانی، در عین تضمین توان تولیدی بلندمدت این منابع و حفظ کارکردهای زیست‌محیطی آن‌ها.»: 2924 
این تعریف شباهت زیادی به تعریف طولانی‌تری دارد که در اجلاس زمین ۱۹۹۲ ریو ارائه شد:
«بهره‌برداری از منابع زمینی، از جمله خاک، آب، جانوران و گیاهان، برای تولید کالا جهت تأمین نیازهای در حال تغییر انسان، در عین حفظ توان تولیدی بلندمدت این منابع و حفظ کارکردهای زیست‌محیطی آن‌ها.»
توسط بانک جهانی در سال ۲۰۰۶:
«مدیریت پایدار سرزمین، یک فرآیند مبتنی بر دانش است که به ادغام مدیریت زمین، آب، تنوع زیستی و محیط زیست (شامل تأثیرات جانبی ورودی و خروجی‌ها) کمک می‌کند تا تقاضای فزاینده غذا و الیاف را برآورده کرده و هم‌زمان خدمات بوم‌سازگان و معیشت‌ها را حفظ نماید.»: xiv 

## اهداف
یکی از اهداف مدیریت پایدار سرزمین، جلوگیری از دگرگونی سرزمین یا معکوس کردن روند آن است. هدف دیگر، تأمین امنیت آب از طریق افزایش رطوبت خاک، کاهش روان‌آب سطحی و کاهش فرسایش خاک می‌باشد.
هیئت بین‌دولتی تغییر اقلیم (IPCC) اعلام کرده است که مدیریت پایدار سرزمین می‌تواند نقشی در کاهش اثرات تغییر اقلیم و همچنین سازگاری با تغییر اقلیم ایفا کند.: 23  این نقش در مقیاس‌های مختلفی رخ می‌دهد؛ از «مزارع منفرد تا کل حوضه‌های آبخیز».: 23 
در گزارشی از بانک جهانی در سال ۲۰۰۶ آمده است:
«مدیریت پایدار سرزمین برای پاسخ‌گویی به نیازهای جمعیت رو به رشد ضروری است. مدیریت نادرست زمین می‌تواند به [دگرگونی سرزمین]] و کاهش چشمگیر در عملکردهای تولیدی و خدماتی (مانند زیستگاه‌های تنوع زیستی، آب‌شناسی، و ترسیب کربن) در حوضه‌های آبخیز و چشم‌اندازهای طبیعی منجر شود.»: xiv 

## در زمینه تغییر اقلیم
گزارش ویژه تغییر اقلیم و زمین (SRCCL) از سوی هیئت بین‌دولتی تغییر اقلیم (IPCC) پیوند میان مدیریت پایدار سرزمین و کاهش آثار تغییر اقلیم را توضیح می‌دهد. عنوان کامل این گزارش چنین است:
«گزارش ویژه درباره تغییر اقلیم، بیابان‌زایی، دگرگونی سرزمین، مدیریت پایدار سرزمین، امنیت غذایی و جریان‌های گازهای گلخانه‌ای در اکوسیستم‌های زمینی».
در خلاصهٔ این گزارش برای سیاست‌گذاران آمده است:
«بسیاری از فناوری‌ها و شیوه‌های مدیریت پایدار سرزمین ظرف ۳ تا ۱۰ سال سودآور هستند (با اطمینان متوسط). اگرچه این اقدامات نیاز به سرمایه‌گذاری اولیه دارند، اما می‌توانند باعث بهبود عملکرد محصول و ارزش اقتصادی مراتع شوند.
بازسازی سرزمین و بازتوانی سرزمین نیز سیستم‌های معیشتی را بهبود می‌بخشند و هم در کوتاه‌مدت بازدهی اقتصادی مثبت دارند و هم در بلندمدت منافع متعددی از جمله در زمینه‌های سازگاری و کاهش تغییر اقلیم، تنوع زیستی و ارتقای عملکردها و خدمات اکوسیستم فراهم می‌کنند.»: 35 

## روش‌ها
گزینه‌های مختلفی برای مدیریت زمین وجود دارد که هدف آن‌ها حفظ سلامت خاک و کاهش آسیب‌پذیری نسبت به فرسایش خاک و از دست رفتن مواد مغذی است. برخی از نمونه‌ها عبارت‌اند از کاشت محصولات کود سبز و پوششی، باقی گذاشتن بقایای گیاهی، کاهش یا حذف شخم و حفظ پوشش گیاهی سطح زمین از طریق بهبود مدیریت چَرا.: 23 
گزینه‌هایی نیز برای مدیریت زمین کشاورزی وجود دارد که باعث افزایش کربن خاک شده و از این طریق به کاهش تغییرات اقلیمی از راه ترسیب کربن کمک می‌کنند، مانند اگروفارستری (جنگل‌داری کشاورزی), دوره‌های کشت با چراگاه‌های چندساله، و استفاده از غلات چندساله.
تمام این روش‌ها باعث کاهش فرسایش خاک و شسته‌شدن مواد مغذی می‌شوند.: 23  گزینه‌هایی از مدیریت زمین که نیاز به تغییر کاربری سرزمین ندارند و تقاضای تبدیل بیشتر اراضی را ایجاد نمی‌کنند، عبارت‌اند از:: 20 
- مدیریت بهینه زمین‌های زراعی و مرتعی
- مدیریت پایدار جنگل
- و افزایش میزان کربن آلی خاک.

به‌عنوان مثال، در اتیوپی، تخمین زده می‌شود که بیش از ۸۵٪ از زمین‌ها در وضعیت تخریب متوسط تا شدید قرار دارند.
روش‌های کنونی مدیریت پایدار زمین (SLM)، ترکیبی از اقدامات ساختاری و غیرساختاری در مقیاس حوضه آبریز هستند که هر یک نقش‌های متفاوتی در مدیریت منابع آب ایفا می‌کنند.
اقدامات ساختاری مانند بندهای خاکی و ترانشه‌های کانتوری باعث افزایش نفوذپذیری خاک و ظرفیت ذخیره آب در چشم‌اندازهای کشاورزی می‌شوند.
اقدامات غیرساختاری مانند حذف چرای آزاد در مراتع عمومی و ممنوعیت چرای پس از برداشت در زمین‌های زراعی نیز باعث افزایش ظرفیت نگهداری آب در خاک و کاهش اتلاف غیرمولد تبخیری آب می‌گردند.
علاوه بر این، روش‌های فعلی SLM تلاش می‌کنند تا تنوعی از کاربری‌های زمین را در مقیاس حوضه حفظ کنند. این شامل مناطق حفاظت‌شده (مانند زمین‌های فرسایش‌یافته و مراتع عمومی)، زمین‌های زراعی و باغ‌های خانگی است، تا بتوان از کارکردها، خدمات و ارزش‌های بالقوه در سطح حوضه استفاده کرد.

## جستارهای وابسطه
- دستورالعمل ۲۱
- کشاورزی کربن
- چرای حفاظتی
- ابتکار اقتصاد دگرگونی سرزمین
- گزارش ویژه تغییرات اقلیمی و زمین